# Ciclismo nos Jogos Pan-Americanos de 2007 - Corrida em estrada feminina
A corrida em estrada feminino foi um dos eventos do ciclismo de estrada nos Jogos Pan-Americanos de 2007, no Rio de Janeiro. A prova foi disputada no Parque do Flamengo em 21 de julho as 08h00 (UTC-3) com 21 ciclistas de 11 países.

## Medalhistas
| Ouro   | CUB Yumari González |
| Prata  | MEX Belem Guerrero  |
| Bronze | VEN Danielys García |

## Resultados
| Pos.              | Atleta                   | País                     | Tempo    |
| ----------------- | ------------------------ | ------------------------ | -------- |
| Medalha de ouro   | Yumari González          | CUB Cuba                 | 2h04m52s |
| Medalha de prata  | Belem Guerrero           | MEX México               | 2h04m52s |
| Medalha de bronze | Danielys García          | VEN Venezuela            | 2h04m52s |
| 4                 | Yoanka González          | CUB Cuba                 | 2h04m52s |
| 5                 | Janildes Fernandes       | BRA Brasil               | 2h04m52s |
| 6                 | Irene Aravena            | CHI Chile                | 2h04m52s |
| 7                 | Paola Muñoz              | CHI Chile                | 2h04m52s |
| 8                 | Anne Samplonius          | CAN Canadá               | 2h04m52s |
| 9                 | Joelle Numainville       | CAN Canadá               | 2h04m52s |
| 10                | Verónica Leal Balderas   | MEX México               | 2h04m52s |
| 11                | Clemilda Fernandes       | BRA Brasil               | 2h04m52s |
| 12                | Elizabeth Agudelo Correa | COL Colômbia             | 2h04m52s |
| 13                | Fabiana Granizal         | URU Uruguai              | 2h04m52s |
| 14                | Evelyn García            | ESA El Salvador          | 2h04m52s |
| 15                | Jesica Compiano          | ARG Argentina            | 2h04m52s |
| 16                | Alessandra Grassi        | MEX México               | 2h04m52s |
| 17                | Anne Gúzman              | DOM República Dominicana | 2h04m52s |
| 18                | Paola Madrinan           | COL Colômbia             | 2h04m52s |
| 19                | Dayana Chirinos          | VEN Venezuela            | 2h04m57s |
| 20                | Sandra Gómez Sánchez     | COL Colômbia             | 2h04m57s |
| 21                | Uênia Souza              | BRA Brasil               | 2h04m57s |
| 22                | Dalila Rodríguez         | CUB Cuba                 | 2h04m57s |
| —                 | Karelia Machado          | VEN Venezuela            | DNS      |